# Dassari
Dassari är ett arrondissement i kommunen Matéri i Benin. Den hade 19 649 invånare år 2002.